# Abbalbisk
Abbalbisk (рус. Аббалбиск; настоящее имя — Серге́й Влади́мирович Серге́ев; род. 22 июня 1996, Санкт-Петербург) — российский рэпер, баттл-рэпер и стример. Победитель второго сезона #SlovoSPB, победитель командного сезона Versus:TEAM+UP, двукратный чемпион «Кубок МЦ» и чемпион «ЧСВ Battle».

## Биография
Родился 22 июня 1996 года в Санкт-Петербурге. После окончания школы поступил в СПбГУ на социологический факультет.  В начале 2010-х годов стал посещать встречи петербургских фристайл-баттлеров, на которых близко познакомился с их организатором Jubilee.
В 2014 году Сергей подаёт заявку на первый сезон SLOVO: Saint-Petersburg, где доходит до четвертьфинала, но проигрывает баттл-рэперу Rassel. В конце 2014 подаёт заявку на второй сезон SLOVO: Saint-Petersburg, где в финале сталкивается с Корифеем и побеждает его.
Первую популярность Сергей получает после драки с рэпером Walkie во время баттла на площадке SLOVO: Москва в 2016-м году, позже выяснилось, что драка была постановочной.
В 2018 году на баттл-площадке RBL на баттле против 13/47 Abbalbisk не выучил текст, читал с листка и вёл себя неспортивно, из-за чего его раунды на баттле были вырезаны в видеоролике, а сам Сергей был на время заблокирован на баттл-площадке. В том же году произошёл конфликт на квартире у Drago, где последний на камеру избивает Сергея, а спустя пару месяцев на своём Youtube-канале в начале клипа вставляет фрагмент с дракой. 19 ноября 2021 года Abbalbisk выпустил об этой ситуации трек и клип «Исповедь», в котором рассказывает свою версию событий. В октябре 2018-го Центр «Э» провёл проверку на наличие экстремизма в совместной песне Abbalbisk со Славой КПСС и Замаем «Giger».
В 2019 году на баттле с Бролом на RBL устроил перфоманс и вышел на баттл в леопардовом платье.
В 2020 совместно с ХХОС участвует в командном сезоне Versus:TEAM+UP, где они в финале побеждают баттл-рэперов МЦ Похоронил и Halloween. 13 октября того же года на Youtube-канале Сергея вышла запись его стрима, где он разговаривает со студенткой юридического факультета РАНГХиГС. Девушка рассказывала о коррумпированных схемах и заявила, что тоже будет в них участвовать. Была проведена проверка, после которой студентку исключили из университета.
15 октября 2021 года вышел дебютный альбом под пседонимом Abbalbisk «Думайте сами».
В 2022 году на «Кубок МЦ» прошёл титульный матч против VS94SKI, по итогам которого Abbalbisk выиграл кубок, цепь и получил звание чемпиона Кубка МЦ.
В 2023 году участвовал в титульном баттле за защиту чемпионского кубка против Горизонта на «Кубок МЦ»: Abbalbisk одержал победу.
В конце 2024 года на площадке «ЧСВ Battle» вышел баттл против финалиста Versus Fresh Blood 4 Династа за звание чемпиона площадки: Abbalbisk победил.

## Критика
После победы во втором сезоне #SlovoSPB над Корифеем зрители баттла приняли судейский вердикт неоднозначно. В комментариях под баттлом пользователи подвергли критике поведение Сергея на баттле и компетентность судей.
Oxxxymiron в 2016 году у себя в Twitter высказался по поводу баттлов Сергеева:
аббалбиск, не надо баттлить, совсем. спасибо
По мнению создателя и автора телеграм-канала «Бадибэг» Николая Кубрака, батл-рэп утратил новизну, перестал быть модным течением, всё больше приобретая репутацию маргинального и странного увлечения, переходя в категорию игры из прошлого, возможно, поэтому известный журналист и телеведущий Владимир Завьялов отметил, что творческим методом Abbalbisk’а стали «странные, абсурдные и пограничные со стендапом баттлы».
Баттл-рэпер и создатель баттл-площадки RBL Антон Забэ многократно добавлял Сергеева в чёрный список на своей площадке, так как Abbalbisk часто не готовился и фристайлил.

## Дискография

### Альбомы
| Год  | Название       |
| ---- | -------------- |
| 2018 | «тансмус.»     |
| 2021 | «Думайте сами» |

## Видеография
| Год  | Название                                                 | Примечание |
| ---- | -------------------------------------------------------- | ---------- |
| 2017 | «Заявка на Versus Fresh Blood 4: Война Стилей»           |            |
| 2017 | «Заявка на Versus Fresh Blood 4: Война Стилей [Часть 2]» |            |
| 2018 | «заявка на Versus Fresh Blood 4: Война Стилей [Часть 3]» |            |
| 2018 | «Заявка на Versus Fresh Blood 4: Война Стилей [Часть 5]» |            |
| 2018 | «Заявка на Versus Fresh Blood 4: Война Стилей [Часть 6]» |            |
| 2019 | «Я буду петь свою музыку (Гнойный diss ch.)»             |            |
| 2019 | «Искусство»                                              |            |
| 2020 | «Слава, что ты сделал (Гнойный diss)»                    |            |
| 2021 | «Исповедь»                                               |            |
| 2023 | «из промокшего дневника Ильи Прохина»                    |            |

## Рэп-баттлы
#SlovoSPB
| Год  | Противник             | Результат  | Примечание      |
| ---- | --------------------- | ---------- | --------------- |
| 2014 | Niki L                | Победа     | —               |
| 2014 | Xarisson & Рома Tills | Не судился | В паре с Эгоист |
| 2014 | Rassel                | Поражение  | —               |
| 2014 | Nongratta             | Победа     | —               |
| 2014 | Челодрас              | Победа     | —               |
| 2015 | Корифей               | Победа     | —               |
| 2015 | Юля KIWI              | Победа     | —               |
| 2015 | Rassel                | Победа     | —               |
| 2015 | Челодрас              | Победа     | —               |
| 2016 | Walkie                | Победа     | —               |
| 2018 | Очередной Картавый    | Победа     | [ 21 ]          |

SlovoMsk
| Год  | Противник | Результат                                             | Примечание |
| ---- | --------- | ----------------------------------------------------- | ---------- |
| 2016 | Walkie    | Автопоражение обоим участникам из-за начавшейся драки | [ 22 ]     |

Slovo
| Год  | Противник  | Результат | Примечание |
| ---- | ---------- | --------- | ---------- |
| 2017 | Movec      | Победа    | —          |
| 2017 | Мц всех Мц | Победа    | —          |

Versus vs #SlovoSPB
| Год  | Противник | Результат  | Примечание |
| ---- | --------- | ---------- | ---------- |
| 2016 | Леха Медь | Не судился | —          |

Minsk Independent Battle
| Год  | Противник  | Результат | Примечание |
| ---- | ---------- | --------- | ---------- |
| 2017 | Эмио Афишл | Победа    | —          |
| 2017 | Козыра     | Победа    | —          |
| 2018 | Lastend    | Поражение | —          |

Russian Battle League
| Год  | Противник | Результат  | Примечание                     |
| ---- | --------- | ---------- | ------------------------------ |
| 2017 | «Prime»   | Победа     | —                              |
| 2018 | 13/47     | Не судился | Раунды Abbalbisk были вырезаны |
| 2019 | Коснарт   | Поражение  | —                              |
| 2019 | Брол      | Победа     | [ 23 ]                         |
| 2019 | МЦ_БЭТМЕН | Победа     | [ 24 ]                         |
| 2019 | Q.S.      | Победа     | [ 25 ]                         |
| 2019 | ХХОС      | Не судился | —                              |
| 2021 | Кэлпи     | Поражение  | —                              |

Лига Гнойного
| Год  | Противник                      | Результат  | Примечание                  |
| ---- | ------------------------------ | ---------- | --------------------------- |
| 2018 | Матвей Облепиха & Птичий Пепел | Не судился | В паре с Николаем Сополевым |

Кубок МЦ
| Год  | Противник                                           | Результат  | Примечание                                  |
| ---- | --------------------------------------------------- | ---------- | ------------------------------------------- |
| 2019 | «Schokk»                                            | Победа     | Abbalbisk был в роли Oxxxymiron             |
| 2019 | Palmdropov                                          | Победа     | [ 29 ]                                      |
| 2022 | Микси vs Диктатор UAV vs Walkie vs Жаба Аркадьевна  | Не судился | —                                           |
| 2022 | VS94SKI                                             | Победа     | Титульный баттл за звание чемпиона Кубка МЦ |
| 2023 | «Oxxxymiron»                                        | Поражение  | Abbalbisk был в роли Моргенштерна           |
| 2023 | Горизонт                                            | Победа     | Защитил титул чемпиона Кубка МЦ             |
| 2024 | Пачука vs HALLOWEEN vs Горошко vs Мастяк vs ИЗТОЛПЫ | Не судился | —                                           |

Scramble Battle
| Год  | Противник      | Результат  | Примечание |
| ---- | -------------- | ---------- | ---------- |
| 2019 | Артём Полежаев | Не судился | —          |
| 2019 | B.B.I.W.Y.     | Победа     | —          |

Versus Battle
| Год  | Противник                | Результат | Примечание    |
| ---- | ------------------------ | --------- | ------------- |
| 2020 | Palmdropov & Коснарт     | Победа    | В паре с ХХОС |
| 2020 | Шумм & Браги             | Победа    | В паре с ХХОС |
| 2021 | МЦ Похоронил & Halloween | Победа    | В паре с ХХОС |

140 BPM BATTLE
| Год  | Противник | Результат  | Примечание |
| ---- | --------- | ---------- | ---------- |
| 2024 | Керамбит  | Не судился | —          |

ЧСВ Battle
| Год  | Противник | Результат | Примечание                                   |
| ---- | --------- | --------- | -------------------------------------------- |
| 2024 | Династ    | Победа    | Титульный баттл за кубок наследия ЧСВ Battle |